# Ugo Agostoni
Ugo Agostoni (Lissone, 27 luglio 1893 – Desio, 28 agosto 1941) è stato un ciclista su strada italiano, professionista dal 1911 al 1924. Conta la vittoria della Milano-Sanremo del 1914 e del Giro dell'Emilia del 1912. A lui è dedicata la Coppa Agostoni.

## Carriera
Nacque in un'agiata famiglia di commercianti. In giovane età praticò diverse discipline sportive nella Polisportiva Pro Lissone, per poi intraprendere la carriera di ciclista. Nella categoria dei dilettanti vinse, nel 1910, la corsa a tappe chiamata Ai mari, ai laghi, ai monti, imponendosi all'attenzione di tecnici e tifosi. Nello stesso anno arrivò terzo al Campionato italiano di categoria.
Divenuto professionista all'età di soli diciotto anni, nel 1911, lo stesso anno vinse una tappa nella Corsa delle Tre Capitali, una gara che partiva da Torino ed arrivava a Roma dopo essere passata per Firenze; vinse anche la prima delle due tappe della Roma-Napoli-Roma. L'anno successivo si impose nel Giro dell'Emilia, vittoria che rimarrà fra le più importanti della sua carriera insieme al secondo posto al Giro d'Italia di quell'anno (corso a squadre) con la sua formazione, la Peugeot, dietro all'Atala. Sempre nel 1912 partecipò al Tour de France.
Nel 1913 conquistò il record italiano dell'ora sulla pista delle Cascine a Firenze. Fu alla Milano-Sanremo che ottenne la più importante vittoria della carriera, imponendosi nel 1914 su Carlo Galetti e Charles Crupelandt; arriverà poi terzo nella "Classicissima" nel 1918, a quasi un'ora da Costante Girardengo. Dopo la guerra conquistò altre piazzamenti ragguardevoli anche al Giro d'Italia, come il quinto posto nel 1919 e il settimo nel 1920, quando fu anche insignito della vittoria nella tappa finale con arrivo a Milano ex aequo con altri 8 corridori. Fu anche quarto al Giro di Lombardia 1919.
Morì il 28 agosto 1941 in seguito a un'operazione chirurgica. Nel 1946 gli è stata dedicata la Coppa Agostoni, divenuta ormai una classica, che parte proprio da Lissone, suo paese natale. Oggi Agostoni riposa nel cimitero di Lissone.

## Palmarès
- 1910

Ai mari, ai laghi, ai monti
Grande Corsa del Secolo
- 1911

1ª tappa Roma-Napoli-Roma
- 1912

Giro dell'Emilia
- 1914

Milano-Sanremo
- 1920

8ª tappa Giro d'Italia (Trieste > Milano)

## Piazzamenti

### Grandi Giri
- Giro d'Italia

1911: ritirato
1912: 2º (cl. a squadre)
1913: 11º
1914: ritirato
1919: 5º
1920: 7º
1921: ritirato
1922: ritirato
1923: ritirato
- Tour de France

1912: ritirato (2ª tappa)

### Classiche monumento
- Milano-Sanremo

1911: 16º
1914: vincitore
1918: 3º
1919: 14º
1920: 8º
1921: 5º
1922: 7º
- Giro di Lombardia

1909: 6º
1910: 14º
1911: 25º
1912: 5º
1913: 11º
1914: 9º
1919: 4º
1920: 9º
1924: 19º